# Рейгетська загадка
«Рейгетська загадка» (англ. The Adventure of the Reigate Squire) — твір із серії «Спогади Шерлока Холмса» шотландського письменника Артура Конана Дойла. Вперше опубліковано Strand Magazine у 1893 році.
Сам автор пізніше заніс цю історію до свого списку «12 улюблених історій про Шерлока Холмса».

## Сюжет

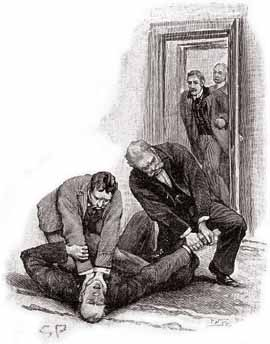
Напад Каннінгемами на Холмса

Вотсон орендує будинок у містечку Рейгет у Сурреї для відпочинку Холмса. В одному з сусідніх будинків відбувається крадіжка із зломом, під час якої були викрадені непов'язані між собою, та зовсім не цінні речі. Також вбито кучера Вільяма Кіруона, в руці якого знайдено уривок паперу. З першого погляду на нього Холмс вирішує, що це цікава справа. Із записки детектив робить висновок: вона написана двома чоловіками, пов'язаних між собою; один молодший, інший старший. Також час, зазначений у ній, збігається з часом вбивства кучера.
Холмс проводить розслідування. Син господаря будинку Алек Каннінгем розповідає, що бачив вбивцю, який після скоєння злочину втік. Батько ж твердить, що у цей час курив у себе в кімнаті. Холмс майже миттєво доходить висновку, що обидва брешуть, бо він не знайшов ані слідів злочинця на дорозі, куди за словами молодшого Каннінгема той втік, ані слідів пороху, які б мали залишитися на тілі вбитого, бо за словами того ж Алека вбивця стріляв в упор. Хитрощами детектив отримує зразок почерку старшого Каннінгема. Увійшовши до будинку, детектив скидує графин з апельсинами, звертаючи це на Вотсона. Поки всі збирають фрукти, Холмс проникає до кімнати господаря будинку і з кишені дістає інший клаптик записки. Алек помічає це і починає душити детектива, а батько скручує йому руки. Місцевий поліцейський Форестер арештовує їх обох, Холмс повідомляє, щоб перед ним убивці Вільяма Кіруона.
Шерлок Холмс робить висновок, що виконавці першого незрозумілого пограбування — Каннінгеми, які шукали документи, щоб довести свої права на землю. Щоб це не виглядало просто як обшук кімнати, батько й син намагалися вдати крадіжку. Кучер Вільямс дізнався про це і почав шантажувати господарів, не знаючи як сумно для нього це може закінчитися.

## Український переклад
Переклад твору на українську мову був здійснений В. О. Панченком і виданий 2010 року у видавництві «Веселка».